# Adam Ščudla
Adam Ščudla (* 28. prosince 2001 Bruntál) je český fotbalový záložník hrající v ostravské Hlubině.

## Klubová kariéra
Odchovanec SFC Opava. Ščudla s fotbalem začal v Juventuse Bruntál, ze kterého později přestoupil do SFC, ve kterém hrál 14 let.

### SFC Opava
Nejčastěji tu hrál na pozici levého záložníka. Svojí premiéru za A-tým si odbyl v FORTUNA:Lize proti Spartě Praha, ve kterém střídal za Bojana Đordiče na posledních 7 minut a Letenští tehdy doma vyhráli 2:0. V nejvyšší české lize odehrál pouze 6 zápasů, pokaždé nastupoval až z lavičky. Dne 8. července 2022 podepsal nový kontrakt do léta 2024. V Opavě nastoupil za A-tým naposledy 4. listopadu 2023 v zápase proti Prostějovu. Po této sezóně ve Slezském smlouvu neprodloužil.
V červenci 2024 byl na testech v Ústí nad Labem, na něch však neuspěl.

### TJ Unie Hlubina
V zimě 2025 se připravoval v Unii Hlubina, kde nakonec i jako volný hráč přestoupil. Setkal se zde s bývalým spoluhráčem z Opavy, obráncem Pejšou.